# Ольшево (Косцянський повіт)
Ольшево (пол. Olszewo) — село в Польщі, у гміні Сміґель Косцянського повіту Великопольського воєводства.
Населення — 215 осіб (2011).
У 1975-1998 роках село належало до Лешненського воєводства.

## Демографія
Демографічна структура станом на 31 березня 2011 року:
|          | Загалом | Допрацездатний вік | Працездатний вік | Постпрацездатний вік |
| -------- | ------- | ------------------ | ---------------- | -------------------- |
| Чоловіки | 106     | 24                 | 72               | 10                   |
| Жінки    | 109     | 25                 | 67               | 17                   |
| Разом    | 215     | 49                 | 139              | 27                   |